# Guillaume Détraves
Louis Antoine Guillaume Détraves, né le 26 novembre 1887 à Sarlat (Dordogne) et mort le 20 juin 1971 à Paris, est un résistant et homme politique français.

## Biographie
Fils de Louis Détraves  et de Jeanne Rhodes, né rue de Cahors à Sarlat en 1887, marié à Paris en 1911, il est licencié en droit et entre à la SNCF le 16 août 1912 dont il devient Inspecteur divisionnaire de 1re classe.
Mobilisé durant la guerre de 1914-1918, il devient officier. Son courage lui vaut la Croix de Guerre avec deux citations. 
Déçu par la scission de la SFIO au Congrès de Tours, il s'éloigne un temps de la politique. Il s'installe à Houilles, bourgade cheminote, en 1926 et devient secrétaire de la SFIO locale.  
Conseiller municipal de Houilles dès 1928, il en devient le maire en 1930. En 1932 il se présente aux élections législatives mais sans succès. Capitaine de réserve, il est fait Chevalier de la Légion d'Honneur à titre militaire le 16 décembre 1937.
Mobilisé en 1938 et 1939, il est révoqué de son mandat de maire en 1941 par les autorités de Vichy.
Il entre en résistance et est affilié au réseau Jade-Fitzroy en septembre 1942. Arrêté le 29 novembre 1943, il est déporté le 27 avril 1944 à Auschwitz puis Buchenwald où il contracte une tuberculose invalidante. Il est libéré le 11 avril 1945. Également Résistant, un de ses fils, Jean Détraves, décède en déportation  à l'âge de 32 ans.
Malgré ces souffrances, Guillaume Détraves est réélu maire de Houilles en mai 1945. Il est désigné par son parti, la SFIO, comme candidat aux législatives d'octobre 1945. Tête de liste dans la première circonscription, il est facilement élu puis réélu à la deuxième assemblée constituante, en juin 1946. Il participe alors à la commission de rédaction de la constitution.
N'étant pas réélu lors des élections de novembre 1946 du fait de la baisse électorale de la liste socialiste, il intervient ensuite, localement dans la vie municipale à Houilles, en restant conseiller municipal de 1945 à 1958. Au niveau national, il est conseiller de l'Union française de 1948 à 1958. 
Guillaume Détraves est fait commandeur de la Légion d'honneur par décret le 25 novembre 1956.Il rejoint le PSU en 1960. Il meurt à Paris en 1971 à l'âge de 83 ans.